# Sydney Agudong
Sydney Elizebeth Agudong (Kauai, Hawái, 13 de noviembre de 2000) es una actriz y cantante estadounidense. Es principalmente conocida por su papel de Nani Pelekai en Lilo & Stitch.

## Carrera
Tras graduarse de la escuela en 2018, Agudong se mudó a Los Ángeles para retomar su carrera como actriz, además de musical. Compuso música bajo el personaje de Jayne Doe, quien, según ella, es «básicamente su propia versión de Hannah Montana» y una «investigadora de almas sin complejos». Su sencillo debut, «Welcome to Hollywood», se lanzó en 2022 y, según ella, trataba sobre su «relación con sus sueños en Hollywood». Mencionó artistas y bandas que admiraba, como Briston Maroney, Frank Ocean, Elton John, Queen, The Backseat Lovers, The Beatles y Billy Joel.
Agudong protagonizó la película de bajo presupuesto West Michigan (2021). Debutó en televisión interpretando a la acompañante de Jamal en el baile de graduación en la última temporada de On My Block. Interpretó a una influencer de redes sociales cuyo amigo desaparece en la serie web Find Millie Martin (2022) e interpretó a Savannah en At Her Feet (2024), una película de aventuras filmada en el Parque Nacional de los Volcanes de Hawái.
El primer papel protagónico importante de Agudong fue como Nani Pelekai en Lilo & Stitch (2025). Tanto ella como su hermana audicionaron para el papel y fueron las dos últimas candidatas consideradas.

## Filmografía

### Cine
| Año  | Título                       | Director            | Papel        | Nota         |
| ---- | ---------------------------- | ------------------- | ------------ | ------------ |
| 2013 | Second Chances               | Rondell Sheridan    | Ellen        | [ 7 ]        |
| 2021 | Turning the Tide             | Khira Layne         | Skylar       | Cortometraje |
| 2021 | West Michigan                | Riley Warmoth       | Jasmine      | [ 8 ]        |
| 2021 | Cool, Awesome, and Desirable | David Sigura        | Riley        | Cortometraje |
| 2023 | Terminally Unique            | Talita Maia         | Kelly        | Cortometraje |
| 2024 | At Her Feet                  | Nadya Wynd          | Savannah     | [ 9 ]        |
| 2025 | Lilo & Stitch                | Dean Fleischer Camp | Nani Pelekai |              |

### Televisión
| Año  | Título                                     | Rol   | Rol       | Rol          | Nota               |
| Año  | Título                                     | Guion | Actuación | Papel        | Nota               |
| ---- | ------------------------------------------ | ----- | --------- | ------------ | ------------------ |
| 2021 | On My Block                                |       | Sí        | Charlize     | Serie; 2 episodios |
| 2022 | Find Millie Martin                         | Sí    | Sí        | Sara Sanders | Serie              |
| 2022 | Infamously in Love                         |       | Sí        | Karina       | Película de TV     |
| 2023 | NCIS: Naval Criminal Investigative Service |       | Sí        | Kelly        | Serie; 1 episodio  |
| 2023 | Trapped in the Farmhouse                   |       | Sí        | Kylie        | Película de TV     |
| 2025 | Ripple                                     |       | Sí        | Aria         | Serie; 6 episodios |